# Tomonori Tateishi
Tomonori Tateishi (Chiba, 22 april 1974) is een voormalig Japans voetballer.

## Carrière
Tomonori Tateishi speelde tussen 1993 en 2008 voor JEF United Ichihara Chiba en Avispa Fukuoka.